# دارين غليسون
دارين غليسون (بالإنجليزية: Darren Gleeson)‏ هو لاعب قذف أيرلندي، ولد في 19 مارس 1981 في Portroe ‏ في جمهورية أيرلندا.